# Takfirisme
Les takfiristes (du mot arabe : تكفيري, de Takfir wal Hijra (en arabe : تكفير والهجرة, Anathème et exil, groupe fondé en 1971) sont des extrémistes islamistes adeptes d'une idéologie violente. Le terme takfir signifie littéralement « accusation d'athéisme » (kufr), et les takfiri sont ceux qui lancent cette accusation. Les takfiris considèrent les musulmans ne partageant pas leur point de vue comme étant des apostats, donc des cibles légitimes pour leurs attaques.

## Histoire

### Takfir wal Hijra
Le mouvement Takfir wal Hijra est fondé en Égypte par Moustafa Choukri (1942–1978), ingénieur agronome d'Assiout, emprisonné sous Nasser lors de la grande répression des islamistes en 1965, à sa sortie de prison en 1971.
Initialement, le nom de Takfir wal Hijra a été donné ironiquement par la police et la presse égyptienne, ses membres se désignant sous le nom de Jama'a al-muslimun ("association des musulmans"). Ce mouvement est issu d'une scission des Frères musulmans. Ses membres prônent l'excommunication (Takfir) des autres musulmans, refusent même de prier avec eux et se mettent en état d'immigration (Hijra) pour rompre totalement avec la congrégation religieuse, en contradiction avec les principes régissant l'Oumma. Ces théories trouvent leur origine dans la pensée de l'Égyptien Sayyid Qotb, dont elles sont une application littérale. "L'immigration" souligne la rupture totale avec la société musulmane traditionnelle qualifiée de mécréante (kufr). Les partisans de cette doctrine s'isolent alors dans des communautés alternatives, ou même dans des grottes en Haute-Égypte.
Ce mouvement recrute dans l'Égypte moderne des personnes marginalisées ou aliénées, et qui trouvent dans le groupe une nouvelle communauté. Le mouvement attire beaucoup de femmes. Celles-ci peuvent alors rompre tout lien avec leur famille, considérée comme mécréante. Bénéficiant d'une autorité incontestée à l'intérieur du groupe, Moustafa Choukri s'autoproclame comme une sorte de Mahdi, arrangeant les mariages et interdisant les contacts externes, ce qui entraîne des plaintes des familles dont les filles ont rejoint le groupe.
En 1977, à la suite de l'assassinat d'un ancien ministre des biens religieux, le gouvernement égyptien lance une action de grande envergure pour éradiquer le groupe, arrête ses membres et exécute Moustafa Choukri. Le groupe semble avoir disparu, mais en 1995 la police égyptienne en découvrant des vidéos de propagande takfiri, mettra au jour tout un réseau se réclamant de son héritage.

### Utilisation dans les conflits modernes
Plutôt que l'organisation structurée originale, le terme Takfir wal Hijra désigne aujourd'hui plusieurs mouvements néo-fondamentalistes développant une rhétorique de retour à une pureté de l'Islam originel. Le terme a été popularisé dans les médias occidentaux par le journaliste d'investigation de la BBC Peter Taylor, dans un documentaire intitulé Le Nouvel Al Qaida. Il désigne par là des groupes armés particulièrement violents et cruels dont l'inspiration idéologique et religieuse vient du kharidjisme et du ikhwanisme, et dont les atrocités qu'ils commettent sont rarement dénoncées.
Aujourd'hui, le Takfir wal Hijra inspire des groupes dans plusieurs pays où est aussi présent Al-Qaïda, notamment en Libye, en Éthiopie ou en Russie. Chérif Kouachi, l'un des auteurs de la fusillade au siège de Charlie Hebdo le 7 janvier 2015, se réclamait du Takfir wal Hijra lorsqu'il préparait l'évasion de l'un des responsables de l’attentat de 1995 dans le RER C.
Les salafistes djihadistes sont également souvent qualifiés de « takfiri » ou de « kharidjites » par leurs adversaires musulmans, en particulier par les chiites et les salafistes quiétistes. Termes jugés péjoratif par les salafistes djihadistes qui les rejettent, tout en l'appliquant parfois à d'autres groupes,,,,,. Ainsi dans les années 1990, Oussama ben Laden appelle les djihadistes algériens à adopter une ligne plus « salafiste » en dénonçant les dérives « takfiri » du GIA de Zouabri et Zitouni, ce qui provoque la scission du groupe.

## Propagande et communication
Les combattants takfiristes ont des pratiques de guerre que l'on peut retrouver chez d'autres groupes de type jihadiste : par exemple, la profanation de tombes, la destruction de mausolées de lieux de cultes ou encore de monuments non-musulmans ou pré-islamiques. Par ailleurs, ces groupes utilisent la vidéo pour filmer des scènes violentes comme des décapitations. Parlant de ce phénomène dans le cas de l'État islamique, le chercheur Omar Al-Ghazzi déclare que « la médiatisation de la brutalité est une des principales stratégies [de ce groupe] pour terroriser ses ennemis ». Denis Bauchard (IFRI) relève que, d'une manière générale, « [les groupes jihadistes] utilisent les formes les plus sophistiquées de la communication. Les attentats sont soigneusement choisis en termes de lieu ou de date et s'accompagnent souvent d'une mise en scène a travers des vidéos postées sur Internet et sur les réseaux sociaux ». Et il ajoute, à propos de l’État islamique, qu'« [il] se sert des méthodes de combat utilisées par les groupes liés à Al-Qaida mais avec une ampleur et une brutalité nouvelles, qu' il s'agisse des attentats, des mises à mort ou des châtiments corporels. Sa communication, le plus souvent en temps réel a travers les vidéos postées sur Internet ou son magazine Dabiq, est très professionnelle ».

## Doctrine et traits psychologiques
Les opposants musulmans aux takfiristes considèrent souvent ces derniers comme les équivalents modernes des Kharijites, un mouvement religieux qui, au VIIe siècle, lança la guerre contre le calife `Ali ibn Abi Talib. Ses membres furent mis en déroute mais réussirent finalement par le faire assassiner (en 661). Au départ les Kharidjites étaient des disciples d'Ali qui refusèrent que ce dernier accepte un traité de paix avec Muʿawiya Ier qui eut lieu après la bataille de Ṣiffīn en argüant que « Alī est choisi par Dieu pour être calife et qu'il ne doit pas lui désobéir ». Ali reçut alors l'ordre de tuer les opposants à ce traité. C'est pour cette raison que les Kharidjites décidèrent d'entrer simultanément en guerre contre les deux mouvances chiites et sunnites, afin de détruire ceux qu'ils considéraient comme des apostats, se référant pour cela au verset coranique suivant :

« Si deux partis de croyants se combattent

rétablissez la paix entre eux

Si l'un se rebelle encore contre l'autre,

Luttez contre celui qui se rebelle

Jusqu'à ce qu'il s'incline devant l'ordre de Dieu. »

— Le Coran, « Les Appartements », XLIX, 9, (ar) الحجرات.